# Смоленский собор (Осташков)
Собор Смоленской иконы Божией Матери (Смоленский собор) — православный храм в городе Осташкове Тверской области, собор женского Житенного монастыря.
Памятник градостроительства и архитектуры регионального (областного) значения

## История
Житенный монастырь был основан в 1716 году первоначально как мужской. После попыток закрытия его всё же сохранили, и в 1737 году был заложен каменный собор, освящённый во имя Смоленской Иконы Божией Матери (второй придел — в честь трёх Святителей Московских). В 1742 году строительство храма завершилось. Заказчиком строительства собора стал иеромонах Тарасий Валтухов.
В 1751—1756 годах к собору была пристроена трехъярусная колокольня с мощным столпообразным восьмигранным ярусом звона на четверике, композиция которой повторяла некоторые известные торопецкие памятники.
В советский период храм был закрыт и разграблен. Верующим возвращен в начале XXI века.

## Галерея

Современное состояние собора
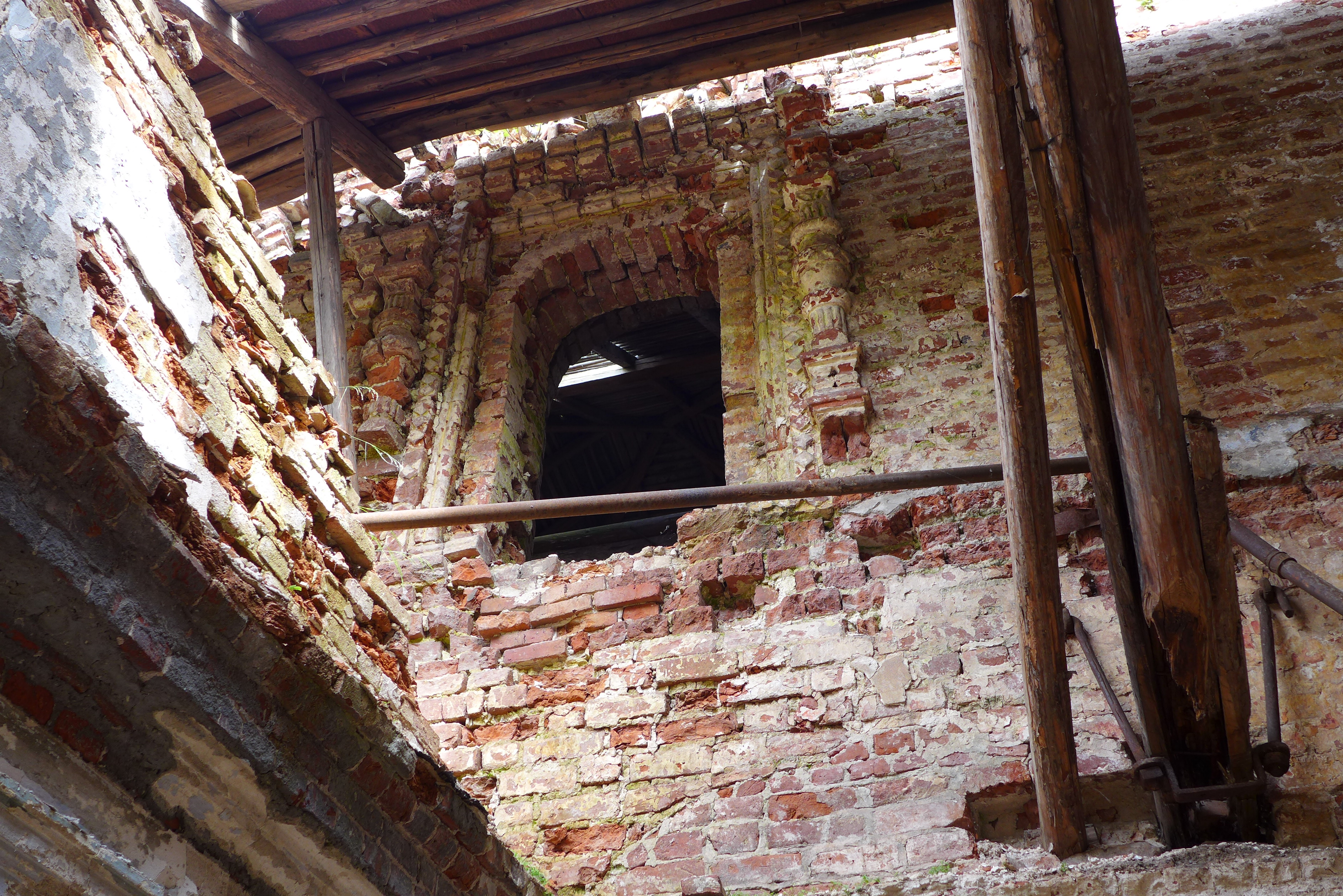
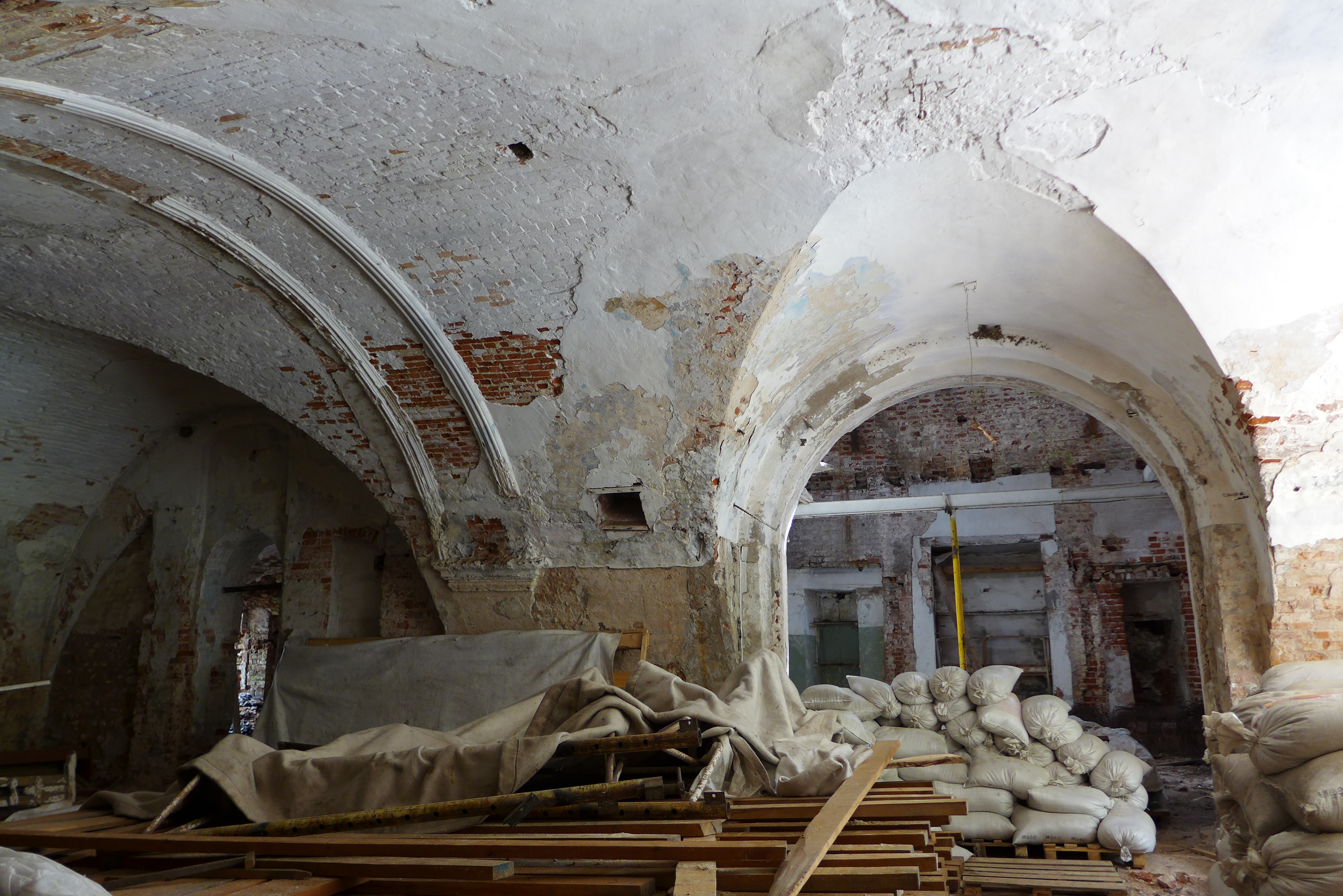
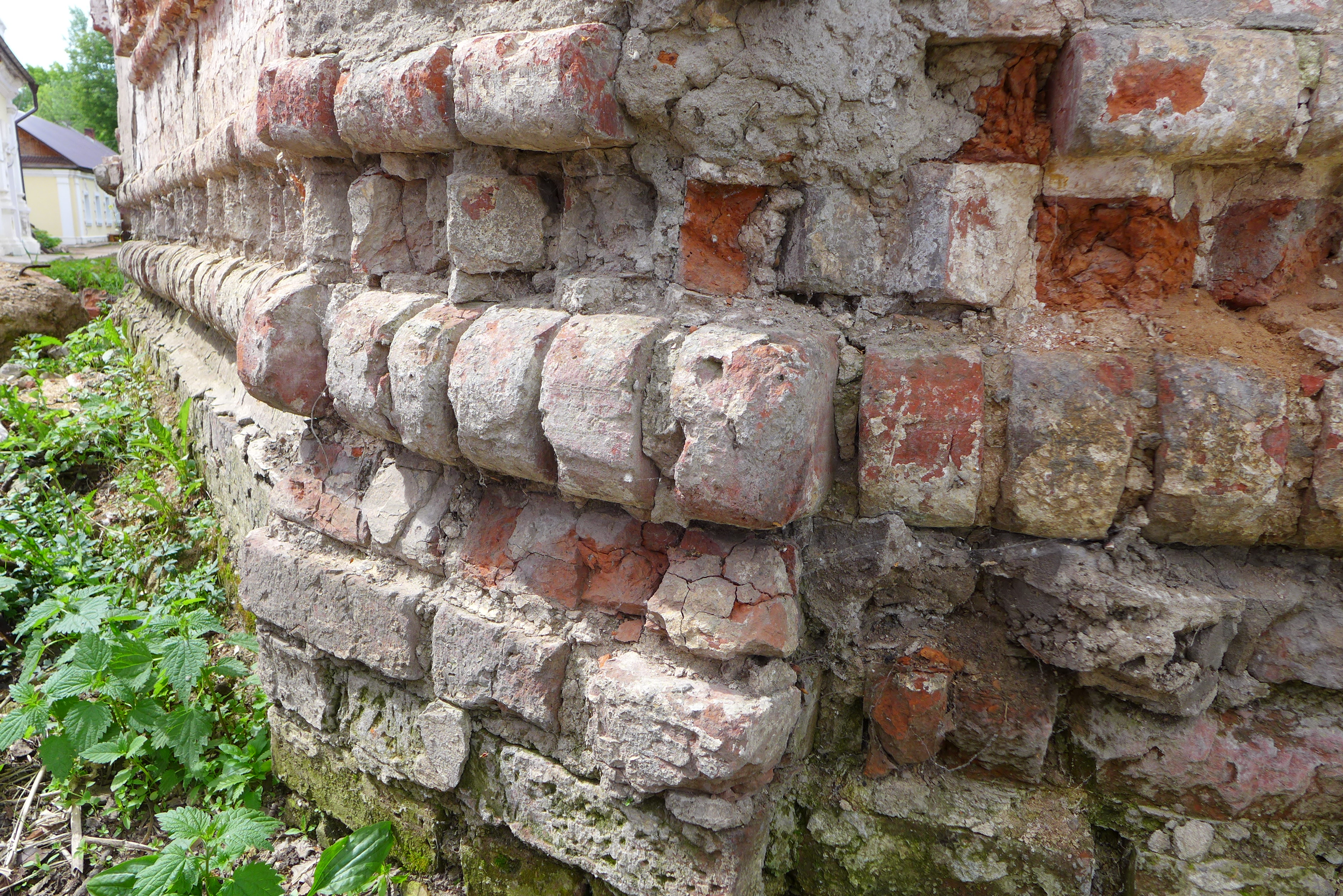